# Zsukovszkiji nemzetközi repülőtér
A Zsukovszkiji nemzetközi repülőtér (IATA: ZIA, ICAO: UUBW) (orosz nyelven: Международный аэропорт Жуковский) nemzetközi repülőtér Oroszországban, amely Moszkva közelében található. Éves utasforgalma 1 400 000 fő (2022). Ez Moszkva diszkont repülőtere.

## Futópályák
A repülőtér futópályái:
- 12/30 (4600 m, 70 m, beton)

## Forgalom
Az utasforgalom az elmúlt években az alábbi módon változott:
| Utasok száma | 43 880 | 425 500 | 1 161 633 | 1 320 000 | 475 000 | 700 000 | 1 400 000 |
|              | 2016   | 2017    | 2018      | 2019      | 2020    | 2021    | 2022      |